# Sauerbach (Altenau)
Der Sauerbach ist ein knapp sechs Kilometer langer Nebenfluss der Altenau im  niedersächsischen Landkreis Wolfenbüttel.

## Geographie

### Verlauf
Der Sauerbach entspringt am Südrand des Elms nördlich von Sambleben. Für den Sauerbach ist eine eindeutige Quelle am Elmrand in 174 Metern Höhe nordöstlich von Sambleben verzeichnet, es werden aber mehrere Quelltöpfe erwähnt. Nach kurzem Lauf kommt von rechts der Wippertalbach hinzu und der Sauerbach erreicht den Siedlungskern von Sambleben. Unterhalb des Orts verläuft der Bach geradlinig parallel zu Landstraße Richtung Süden und erreicht die Stadt Schöppenstedt. Dort fließt von rechts der Amplebenerbach zu und er lässt den Siedlungskern östlich liegen. Auf Höhe der Landesstraße L627 Richtung Bansleben knickt er nach Westen ab. In Bansleben wendet er sich nach Süden, wird von der Bahnstrecke Wolfenbüttel–Oschersleben überquert und mündet beim Banslebener Ortsteil Kuckucksmühle von rechts in die Altenau.

## Gewässergüte
Die Strukturgüte und das ökologische Potenzial werden im Maßnahmenplan des NLWKN als „unbefriedigend“ bewertet, der chemische Zustand als „nicht gut“. Hauptgrund ist die Nutzung zur Landentwässerung und der Eintrag aus der Landwirtschaft.